# Мурад Алієв
Мурад Алієв (фр. Mourad Aliev, 31 липня 1995, Москва) — французький боксер, призер Європейських ігор.

## Аматорська кар'єра
Мурад Алієв народився у Москві, а у віці шести років разом з сім'єю переїхав до Франції. Після досягнення вісімнадцяти років отримав французьке громадянство.
На Європейських іграх 2019 завоював срібну медаль.
- В 1/16 фіналу переміг Евандерса Сервуца (Латвія) — 5-0
- В 1/8 фіналу переміг Міхая Ністора (Румунія) — 5-0
- У чвертьфіналі переміг Петара Белберова (Болгарія) — 3-2
- У півфіналі переміг Нелві Тяфак (Німеччина) — 4-1
- У фіналі програв Віктору Вихристу (Україна) — 1-4

На чемпіонаті світу 2019 програв у першому бою Фрейзеру Кларку (Англія) — 1-4.
На Олімпійських іграх 2020 у першому бою переміг Сійовуша Зухурова (Таджикистан) — 5-0, а у чвертьфіналі, ведучи на суддівських записках після першого раунду в бою проти Фрейзера Кларка (Велика Британія), був дискваліфікований у другому раунді після спірного рішення рефері за навмисний удар головою. Не погоджуючись із рішенням рефері, Алієв влаштував акцію протесту.

## Професіональна кар'єра
В листопаді 2021 року дебютував на профірингу. Провів дванадцять поспіль переможних боїв.